# Protestos no Brasil em 7 de setembro de 2021
Os protestos no Brasil em 7 de setembro de 2021 foram protestos que ocorreram por todo o território nacional durante o feriado do dia da independência do país. Foram marcadas manifestações pelo lado governista e pela oposição ao Governo Jair Bolsonaro.
Além das cidades dentro do território nacional, ocorreram eventos pró-governo do presidente Jair Bolsonaro em Londres; e contra, no Porto, Lisboa, Madrid, Bruxelas, Frankfurt, Friburgo, Genebra, Rimini, Brisbane, Lviv, Zurique e Viena.

## Antecedentes
Em um discurso dia 28 de agosto de 2021, o Presidente do Brasil Jair Bolsonaro falou que só tem "três alternativas para o [seu] futuro: estar preso, ser morto ou a vitória". Em alguns discursos e convites para as manifestações do dia 7 de setembro, manifestantes prometeram "expulsar a China do território nacional" e "tomar o Supremo Tribunal Federal". Após discursos, e diversas prisões para evitar ameaças à democracia, o Supremo Tribunal Federal (STF) ordenou reforço na segurança da sede no dia da manifestação.
Alguns países preocuparam-se com a possibilidade de choque entre dois lados políticos nas manifestações do dia 7. Os Estados Unidos, por meio de sua embaixada no Brasil, requisitou aos americanos em solo brasileiro que evitassem sair de casa durante o dia 7 de setembro e que, caso seja necessário a saída de suas residências, os cidadãos norte-americanos evitassem certos locais que seriam possíveis pontos de encontro para manifestantes de ambos os lados como a Avenida Paulista em São Paulo, a praia de Copacabana no Rio de Janeiro, Orla da Barra em Salvador e o Parque Farroupilha em Porto Alegre. Lugares estes utilizados pela oposição e por governistas para seus protestos em dias diferentes, o que pode causar complicação caso ocorra um encontro entre os grupos. A embaixada também recomendou a utilização de roupas "discretas" e a utilização de um aplicativo de emergência criado pelos Estados Unidos para cidadãos americanos que morem fora do país, assim permitindo a monitoração e a ajuda aos norte-americanos caso necessário em um possível conflito. A recomendação norte-americana assustou outros países sobre uma ameaça de conflitos civis no dia da manifestação.
Em relação à embaixada da China em Brasília, foi apontado o risco de uma possível invasão, com base em "publicações feitas pelas milícias digitais do presidente Jair Bolsonaro". A Polícia Militar do Distrito Federal, a pedido da embaixada, reforçou a proteção policial, e tomou medidas de controle de acesso. Antes do protesto, foram feitos vários ataques a Yang Wanming, embaixador da China.

## Motivos e objetivos

### Lado governista
O lado governista, apoiador do governo do Jair Bolsonaro, preparou manifestações para reivindicação das seguintes pautas:
- Os manifestantes têm a intenção de demonstrar seu apoio ao governo federal e a reeleição do então presidente Bolsonaro;
- Os manifestantes requerem o voto impresso para a eleição de 2022;[27]
- Alguns manifestantes também pedem a saída da embaixada da China do território nacional, afirmando uma "ameaça comunista";[24]
- Alguns manifestantes pedem o fechamento do Supremo Tribunal Federal, assim facilitando um possível golpe de estado oriundo do atual presidente;[16]
- Alguns manifestantes pedem o impeachment do ministro Alexandre de Moraes e do presidente do TSE Luís Roberto Barroso.[14]

### Oposição
Em oposição ocorreu uma manifestação contra o governo, junto ao Grito dos Excluídos por todo território nacional. As pautas para reivindicação foram as seguintes:
- Abertura do processo de impeachment contra o presidente Jair Bolsonaro;
- O Grito dos Excluídos teve tema "Na luta por participação popular, saúde, comida, moradia, trabalho e renda, já!"

## Greve dos caminhoneiros
Durante as manifestações, caminhoneiros favoráveis ao governo Jair Bolsonaro organizaram diversas paralisações nacionais em rodovias federais. As manifestações foram observadas em 15 estados do Brasil, entre eles: Bahia, Espírito Santo, Paraná, Maranhão, Rio Grande do Sul, Mato Grosso do Sul, Mato Grosso, Santa Catarina, Rio de Janeiro, Roraima, São Paulo e Minas Gerais.
As paralisações não foram monitoradas nem reconhecidas por entidades e movimentos que representam a categoria. Segundo os diversos representantes das categorias, as paralisações foram feitas de forma autônoma por alguns membros da categoria, assim os movimentos se isentando dos possíveis atos antidemocráticos. Mesmo sem reconhecimento da categoria, houve relatos de caminhoneiros que tiveram suas chaves retiradas a força de seus caminhões em barreiras.
As consequências das paralisações dos caminhoneiros não foram como esperadas, tendo em vista que não causou o desabastecimento de nenhuma região do país. Um dos motivos para isto ter ocorrido, foi a decisão de fazer-se a greve durante um feriado nacional e o seu encerramento precoce. No mais as manifestações trouxeram pequenos problemas no transito, como lentidão e a procura de usuários de estradas federais por caminhos alternativos.
Para intensificar o movimento, grupos apoiadores do governo espalharam notícias falsas sobre um possível "estado de sítio" implementado pelo presidente Jair Bolsonaro, o que causou comoção em diversos estados do Brasil por parte dos manifestantes. Porém, a fake news foi rapidamente desmentida o que causou uma desconfiança dos apoiadores na organização da paralisação, assim causando rapidamente uma perda de apoio.
Após baixa adesão, e uma preocupação do presidente Jair Bolsonaro sobre o desabastecimento nacional, foi requisitado pelo mesmo que a greve fosse cessada. A mensagem vinda do presidente para os caminhoneiros dividiu o grupo já enfraquecido, enquanto muitos acreditavam que o áudio se tratava de uma mentira, outros ficaram decepcionados pelo não reconhecimento do presidente a seus esforços. Na noite de quinta feira, dia nove de setembro, praticamente todas as manifestações já haviam sido cessadas em todo território nacional.
Organizada durante um mês inteiro, a paralisação que contou com baixa adesão e com um pedido do próprio presidente para que acabasse acabou virando motivo de decepção para os manifestantes, muitos expressaram sua insatisfação nas redes sociais. Até mesmo grandes lideres do movimento como o "Zé Trovão" que estava sendo procurado por ataques antidemocráticos ao STF, acabaram se retirando do movimento, e o mesmo até fugiu para o México para evitar sua prisão em território nacional.
O humorista Marcelo Adnet fez um vídeo onde imitou o áudio do então presidente Jair Bolsonaro com um tom sarcástico. O vídeo rapidamente viralizou e dividiu opiniões até mesmo dentro dos grupos de apoio à Jair Bolsonaro, enquanto muitos declararam "que é mais uma pá de terra na cova do presidente" outros resolveram tentar atacar o mesmo nas redes sociais.

## Polêmicas

### Atos antidemocráticos
Na noite de 6 de setembro de 2021, um pequeno grupo de manifestantes pró-Bolsonaro tentaram invadir a área bloqueada pela Polícia Militar na Praça dos Três Poderes em Brasília. As forças de segurança reagiram e os dispersaram com bombas de gás lacrimogêneo e spray de pimenta. O deputado federal Eduardo Bolsonaro foi flagrado neste dia junto a tentativa de invasão.
Durante o dia 7 de setembro de 2021, na cidade de Bauru, dois manifestantes a favor do governo se aproximaram de uma passeata de opositores e proferiram xingamentos. Houve um pequeno confronto e os dois foram detidos. Já no Rio de Janeiro, a polícia prendeu um homem que portava um soco-inglês, uma faca e um coquetel molotov.
Alguns governistas acampados na praça dos Três Poderes em Brasília tentaram invadir a sede do Ministério da Saúde na manhã de 8 de setembro. Jornalistas foram hostilizados com xingamentos e empurrões. Eles tentaram se proteger na sede do ministério. Horas depois, pelo menos 8 estados tiveram estradas parcialmente bloqueadas por conta de caminhoneiros autônomos que protestam em apoio a Jair Bolsonaro e contra o Supremo Tribunal Federal.

### Pagamentos aos manifestantes
A distribuição de dinheiro durante as manifestações favoráveis ao governo Bolsonaro, foi uma das pautas levantadas após a finalização das manifestações, tendo em vista foram registrados vídeos de passageiros de um ônibus fretado recebendo 100 reais como "ajuda de alimentação" e uma camiseta por organizadores de um dos movimentos que seguiam em rumo à Brasília.
Caminhoneiros que aderissem a greve também estavam recebendo auxílios financeiros para alimentação, os mesmos informaram que o dinheiro estava sendo enviado pelo setor do agronegócio principalmente de soja que esta apoiando a manifestação pró-Bolsonaro.

### Estimativas de participantes
Mesmo com altos números de participantes das manifestações governistas, o numero não retratou o esperado para o dia, segundo o numero informado pela policia militar em seu levantamento durante os protestos na avenida paulista, cerca de 125 mil pessoas participaram das manifestações, o que representa apenas 6% do esperado pela organização do evento em sua divulgação. A super-expectativa esperada pelos organizadores pode ter causado uma grande decepção, e a ideia de ser uma manifestação grandiosa foi derrubada após a divulgação dos números oficiais de apoiadores.
Fotos comparando o evento na avenida paulista e a parada LGBT no mesmo local, mostra o volume de pessoas que participaram da manifestação. Em Brasília, grupos de apoio utilizaram-se até mesmo de ângulos de fotos para promover a grandiosidade do evento, porém, após o término da manifestação, foram comparadas fotos entre os manifestantes em Brasília e um show feito pelo grupo RBD no mesmo local que mostrou que a banda de pop-rock conseguiu um volume comparável de participantes em seus shows.

### Discursos de Jair Bolsonaro
Nas manifestações, o presidente Jair Bolsonaro fez declarações num trio elétrico com tom crítico, porém controverso, em Brasília e em São Paulo. Na capital federal, Bolsonaro, sem citar o Supremo Tribunal Federal, disse: "Não podemos aceitar mais prisões políticas no nosso Brasil. Ou o chefe desse poder enquadra o seu, ou esse poder vai sofrer aquilo que não queremos. Porque nós valorizamos, reconhecemos e sabemos o valor de cada Poder da República".
Já na capital paulista em outro trio elétrico, Bolsonaro foi ainda mais crítico, e xingou o ministro do Supremo Alexandre de Moraes de "canalha", dizendo queque não iria cumprir decisões judiciais: "Nós devemos sim, porque eu falo em nome de vocês. Determinar que todos os presos políticos sejam postos em liberdade. Digo a vocês que qualquer decisão do ministro Alexandre de Moraes esse presidente não mais cumprirá Não se pode permitir que um homem apenas turve a nossa liberdade. Dizer a esse ministro que ele tem tempo ainda para se redimir, tem tempo ainda para arquivar seus inquéritos. Sai Alexandre de Moraes, deixa de ser canalha, deixa de oprimir o povo brasileiro, deixa de censurar", disse o presidente. Ele também fez críticas ao presidente do Tribunal Superior Eleitoral, mas sem citar Luís Roberto Barroso.

## Reações posteriores
O Supremo Tribunal Federal, um dos principais atacados pelos atos antidemocráticos, realizou uma declaração que foi assistida por todos os ministros através de uma nota que foi lida pelo ministro Luiz Fux:
| “          | Este Supremo Tribunal Federal jamais aceitará ameaças à sua independência nem intimidações ao exercício regular de suas funções. Ninguém fechará esta Corte. Nós a manteremos de pé, com suor e perseverança… Se o desprezo às decisões judiciais ocorre por iniciativa do chefe de qualquer dos poderes, essa atitude, além de representar atentado à democracia, configura crime de responsabilidade, a ser analisado pelo Congresso Nacional. | ” |
| — Luiz Fux | |   |

A Câmara dos Deputados do Brasil realizou sua nota através do deputado federal Arthur Lira, o mesmo que é conhecido por ser apoiador do então presidente Jair Bolsonaro, fez criticas a postura de seu colega do executivo, em nota ele se pronunciou:
| “             | Nossa Casa tem compromisso com o Brasil real – que vem sofrendo com a pandemia, com o desemprego e a falta de oportunidades. Na Câmara dos Deputados, aprovamos o auxílio emergencial e votamos leis que facilitaram o acesso à vacinação. Avançamos na legislação que permite a criação de mais emprego e mais renda. A Casa do Povo seguiu adiante com as pautas do Brasil – especialmente as reformas. Nunca faltamos para com os brasileiros. A Câmara não parou diante de crises que só fazem o Brasil perder tempo, perder vidas e perder oportunidades de progredir, de ser mais justo e de construir uma nação melhor para todos. Os Poderes têm delimitações – o tal quadrado, que deve circunscrever seu raio de atuação. Isso define respeito e harmonia. Não posso admitir questionamentos sobre decisões tomadas e superadas – como a do voto impresso. Uma vez definida, vira-se a página. Assim como também vou seguir defendendo o direito dos parlamentares à livre expressão – e a nossa prerrogativa de puni-los internamente se a Casa com sua soberania e independência entender que cruzaram a linha. | ” |
| — Arthur Lira | |   |

O presidente do Congresso Nacional Rodrigo Pacheco também se manifestou sobre os atos em 7 de setembro. Sem citar o presidente Jair Bolsonaro, Pacheco fez críticas ao que chamou de "arroubos antidemocráticos":
| “                 | Nesse 7 de Setembro, muitos brasileiros foram às ruas. Outros milhares não foram, e existe um ponto em comum entre todos os brasileiros. Nós vivemos em um país em crise. Uma crise real de fome e de miséria que bate à porta dos brasileiros, sacrificando a dignidade das pessoas. De inflação, com a perda do poder de compra dos brasileiros, as coisas estão mais caras. A crise do desemprego, a crise energética, a crise hídrica. Uma pandemia que entristeceu muito o país. Então, uma crise real que nós vivemos e que nós temos que dar solução a ela. Essa solução não está no autoritarismo. Não está nos arroubos antidemocráticos, não está em questionar a democracia. Essa solução está na maturidade política dos poderes constituídos de se entenderem, de buscarem as convergências para aquilo que verdadeiramente interessa ao brasileiros. Por isso, é fundamental e a gente deve trabalhar muito por isso que os poderes sentem à mesa, se organizem, se respeitem. Cada qual cumpra o seu papel respeitando o papel do outro e busquem uma harmonia que vai significar na solução do problema das pessoas. | ” |
| — Rodrigo Pacheco | |   |